# Банк (фільм, 1915)
«Банк» (англ. The Bank, інші назви — Charlie Detective / Charlie at the Bank) — короткометражний фільм Чарлі Чапліна, який вийшов 9 серпня 1915 року.

## Сюжет
Фільм починається з того, що Чарлі йде в банк, відкриває сейф і… дістає звідти відро і швабру.
Він — скромний прибиральник, який постійно конфліктує зі своїм колегою і раз у раз зачіплює клієнтів своєю мокрою ганчіркою. При цьому він має теплі почуття до молоденької друкарки, однак і тут його чекає розчарування. Незабаром йому надається шанс проявити себе: на банк нападають грабіжники, а Чарлі тримається молодцем і активно бере участь в їх затриманні. За це його чекає заслужена нагорода — любов красуні. Втім, все це виявляється лише сном, а в реальності його чекають всі ті ж відро і швабра.

## У ролях
- Чарлі Чаплін — прибиральник
- Една Перваєнс — секретар
- Біллі Армстронг — інший прибиральник
- Чарльз Інслі — директор банка
- Карл Стокдейл — касир
- Джон Ренд — грабіжник, продавець
- Френк Коулман — грабіжник
- Лео Вайт — клерк
- Веслі Рагглз — клієнт банка
- Керрі Кларк Уорд